# روس بتلر (ممثل)
روس بتلر (بالإنجليزية: Ross Butler)‏ مواليد 17 مايو 1990 في سنغافورة، هو ممثل أمريكي بدأ مسيرته الفنية سنة 2012.

## الأعمال

### مسلسلات
- تين بيتش 2 (2015) (بدور: سبنسر)
- ذئب مراهق (2016) (بدور: ناثان بيرس)
- ريفرديل (2017)
- ثلاثة عشر سببا (2017) (بدور: زاك ديمبسي)

## روابط خارجية
- روس بتلر على موقع IMDb (الإنجليزية)
- روس بتلر على موقع روتن توميتوز (الإنجليزية)
- روس بتلر على موقع ألو سيني (الفرنسية)
- روس بتلر على موقع قاعدة بيانات الفيلم (الإنجليزية)